# Drösing
Drösing osztrák mezőváros Alsó-Ausztria Gänserndorfi járásában. 2020 januárjában 1128 lakosa volt. 

## Elhelyezkedése

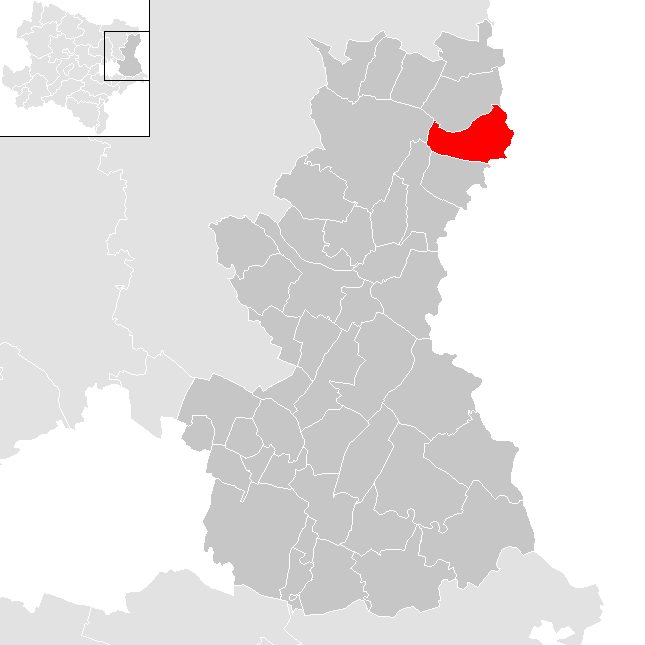
Drösing a Gänserndorfi járásban

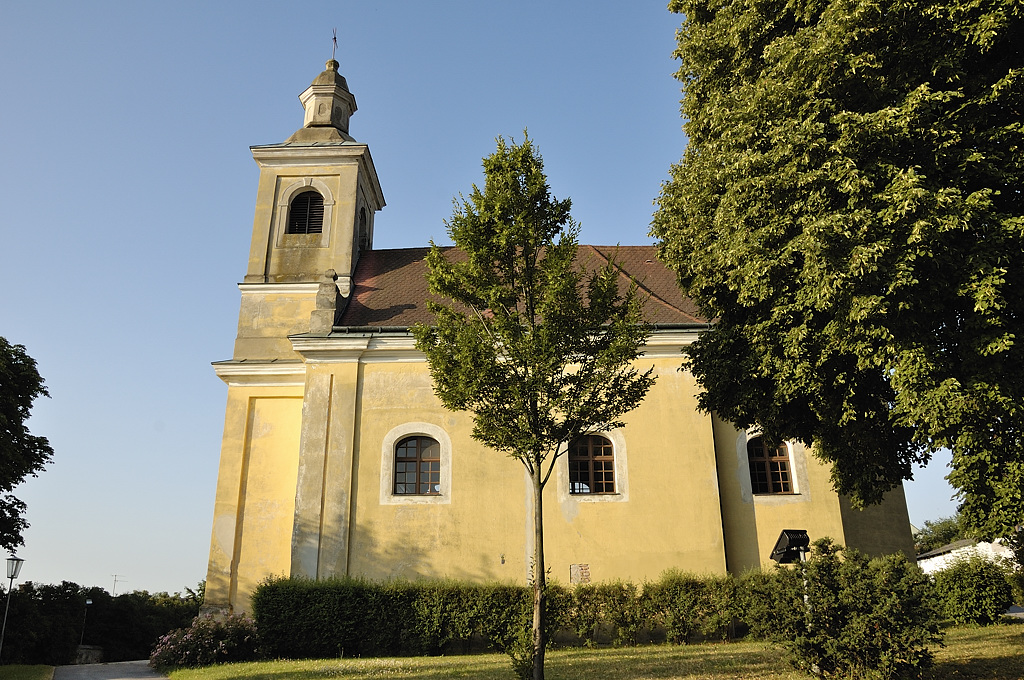
A Szt. Mihály-templom

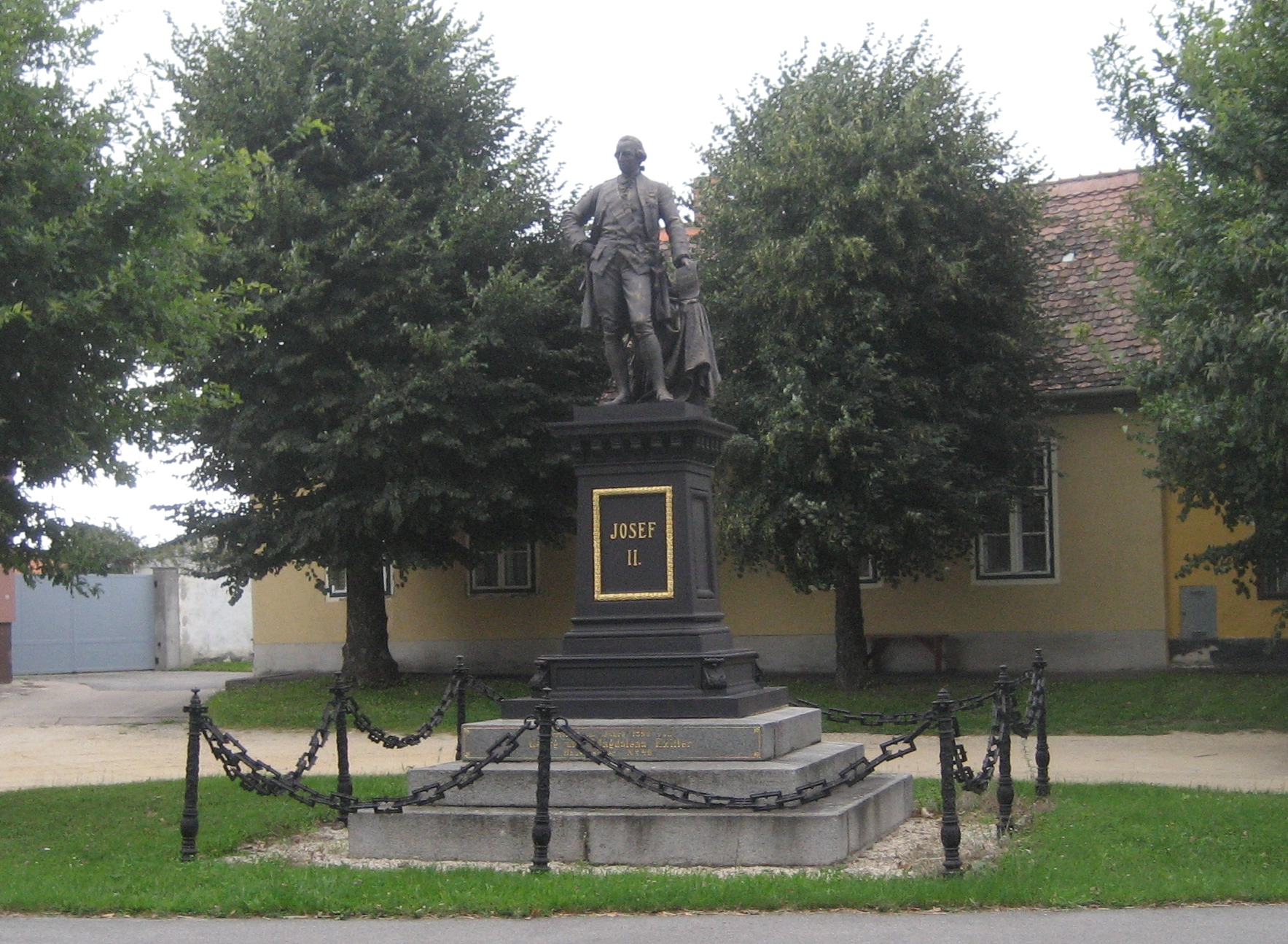
II. József szobra

Drösing a tartomány Weinviertel régiójában fekszik a Morva folyó jobb partján, a szlovák határ mentén. Területének 24,9%-a erdő, 62,7% áll mezőgazdasági művelés alatt. Az önkormányzathoz két település tartozik: Drösing (883 lakos 2020-ban) és Waltersdorf an der March (245 lakos).  
A környező önkormányzatok: délre Jedenspeigen, délnyugatra Dürnkrut, nyugatra Zistersdorf, északra Ringelsdorf-Niederabsdorf, keletre Pozsonyzávod, délkeletre Kislévárd és Nagylévárd (utóbbi három Szlovákiában).  

## Története
Drösinget először 1212-ben említik és ekkor a zistersdorfi uradalomhoz tartozott. 1276-ban Leutold von Kuenring új templomot építtetett a településen, amely 1294-ben készült el. 1293-ban már mezővárosként hivatkoztak rá. Egyházközségét 1212-ben az akkor alapított lilienfeldi apátság felügyeletére bízták és ott is maradt 1745-ig. 
1705-ben és 1706-ban Rákóczi kurucai kifosztották a mezővárost, felgyújtották a templomát és néhány házat.
1898-ban kőolajfinomító alapult Drösingben, ahol az északi vasút által szállított galíciai kőolajat dolgozták fel, a késztermékkel pedig Bécset látták el. Az első világháború után az üzem romániai nyersanyaggal folytatta működését, majd áthelyezték Korneuburgba. A második világháború után az gyárépületet lebontották és anyagát is eladták. 
1970-ben a szomszédos Waltersdorf egyesült Drösinngel. A mezőváros 1983-ban kapta címerét a tartományi kormányzattól. 

## Lakosság
A drösingi önkormányzat területén 2020 januárjában 1128 fő élt. A lakosságszám 1981 óta 1200 körül stagnál. 2018-ban az ittlakók 94,3%-a volt osztrák állampolgár; a külföldiek közül 0,7% a régi (2004 előtti), 3,1% az új EU-tagállamokból érkezett. 0,4% a volt Jugoszlávia (Szlovénia és Horvátország nélkül) vagy Törökország, 1,4% egyéb országok polgára volt. 2001-ben a lakosok 83,5%-a római katolikusnak, 2,3% evangélikusnak, 1,1% ortodoxnak, 3,8% mohamedánnak, 8% pedig felekezeten kívülinek vallotta magát. Ugyanekkor 9 magyar élt a mezővárosban; a legnagyobb nemzetiségi csoportokat a német (89,9%) mellett a horvátok (2,7%), a csehek (2,1%) és a szerbek (1,6%) alkották. 
A népesség változása:

| 2016 | 1 101 |
| 2018 | 1 132 |

## Látnivalók
- a Szt. Lőrinc-plébániatemplom
- a waltersdorfi Szt. Mihály-templom
- a II. József-emlékmű

## Fordítás
- Ez a szócikk részben vagy egészben  a   Drösing című német Wikipédia-szócikk ezen változatának fordításán alapul.  Az eredeti cikk szerkesztőit annak laptörténete sorolja fel. Ez a jelzés csupán a megfogalmazás eredetét és a szerzői jogokat jelzi, nem szolgál a cikkben szereplő információk forrásmegjelöléseként.